# ثقب أسود دقيق
ثقب أسود دقيق (بالإنجليزية: Micro Black Hole)‏، وتُعرف أيضًا باسم ثقوب ميكانيكا الكم السوداء أو الثقوب السوداء الصغيرة، وهي ثقوب سوداء افتراضية صغيرة، تلعب فيها آثار ميكانيكا الكم دورًا هامًا. وضع العالم ستيفن هوكينغ فكرة إمكانية تواجد الثقوب السوداء بكتل أقل من الكتل النجمية في عام 1971.
من الممكن أن تكون هذه الثقوب السوداء البدائية الكمية تكونت في بيئة عالية الكثافة خلال فترات الكون المبكر (الانفجار العظيم)، أو ربما تكونت عبر التحولات الطورية اللاحقة.
تتنبأ بعض الفرضيات المتعلقة بالأبعاد المكانية الإضافية أنه من الممكن أن تكون الثقوب السوداء الدقيقة تكونت في مدى منخفض من الطاقة يقع ضمن نطاق التيرا إلكترون فولت (TeV)، وهذا المدى متاح تحقيقه داخل مسرعات الجسيمات مثل مصادم الهدرونات الكبير. انتشرت بعد ذلك بعض المخاوف الرائجة حول سيناريوهات نهاية العالم. وبجانب الحجج النظرية، لا تُسبب الأشعة الكونية التي تصيب كوكب الأرض أي أضرار، مع أن طاقتها تصل إلى المئات من التيرا إلكترون فولت.

## الثقوب السوداء البدائية

### التشكل في عصر الكون المبكر
يتطلب تشكل الثقوب السوداء وجود طاقة أو كتلة مُركزة ضمن نطاق نصف قطر شفارتزشيلد المقابل لهذه الكتلة. افترض زيلدوفيش ونوفيكوف في البداية، وستيفن هوكينغ بشكل مستقل، أن الكون كان كثيفًا بالشكل الكافي، عقب الانفجار العظيم بفترة وجيزة، لتقع أي منطقة من فضاء الكون ضمن نطاق نصف قطر شفارتزشيلد الخاص بها. ومع ذلك، في تلك الفترة، لم يكن الكون قادرًا على الانهيار إلى متفردة بسبب التوزيع المنتظم للكتلة بداخله بالإضافة إلى نموه السريع. ومع ذلك، فإن هذا لا يستبعد تمامًا احتمالية ظهور ثقوب سوداء بأحجام متنوعة بشكل محلي. يسمى الثقب الأسود المتكون بهذه الطريقة باسم الثقب الأسود البدائي، وهي أكثر الفرضيات قبولًا لاحتمالية تشكل الثقوب السوداء الدقيقة.

### الآثار المتوقعة التي يمكن رصدها
سيكون الثقب الأسود البدائي، ذو الكتلة الأولية التي تصل إلى 1012 كيلوغرامات تقريبًا، عند إتمام مرحلة التلاشي في عصرنا الحاضر؛ بينما سيكون الثقب الأسود البدائي، الأقل في الكتلة، قد تلاشى بالفعل. وفي ظل الظروف المثالية، يمكن لمرصد فيرمي الفضائي لأشعة غاما، الذي أُطلق في يونيو 2008، أن يرصد بعض الأدلة البيئية لتلاشي أحد هذه الثقوب السوداء القريبة من خلال رصد انفجارات أشعة غاما. ومن المستبعد أن نتمكن من ملاحظة أحداث تصادم هذه الثقوب السوداء الدقيقة مع الأجرام الفلكية مثل النجوم أو الكواكب. ستتمكن هذه الثقوب السوداء، بفضل نصف قطرها الصغير وكثافتها المرتفعة، أن تمر مباشرةً عبر أي جرم مُكون من ذرات اعتيادية؛ إذ إنه سيتفاعل مع بعض ذرات هذا الجرم فقط أثناء هذه العملية. ومع ذلك، اقتُرح أن مرور ثقب أسود صغير، بكتلة كافية، عبر كوكب الأرض يمكن أن ينتج بعض الإشارات الصوتية أو الزلزالية التي يمكن رصدها.